# Termoplastia brônquica
A termoplastia brônquica é um tratamento para a asma grave que envolve a administração de energia na forma de radiofrequências às paredes das vias aéreas, aquecendo o tecido e reduzindo a quantidade de músculo liso presente nessa parede.  O tratamento foi aprovado em 2010 nos Estados Unidos pela Food and Drug Administration, para uso em adultos com asma grave e persistente.